# 莫尔辛宫

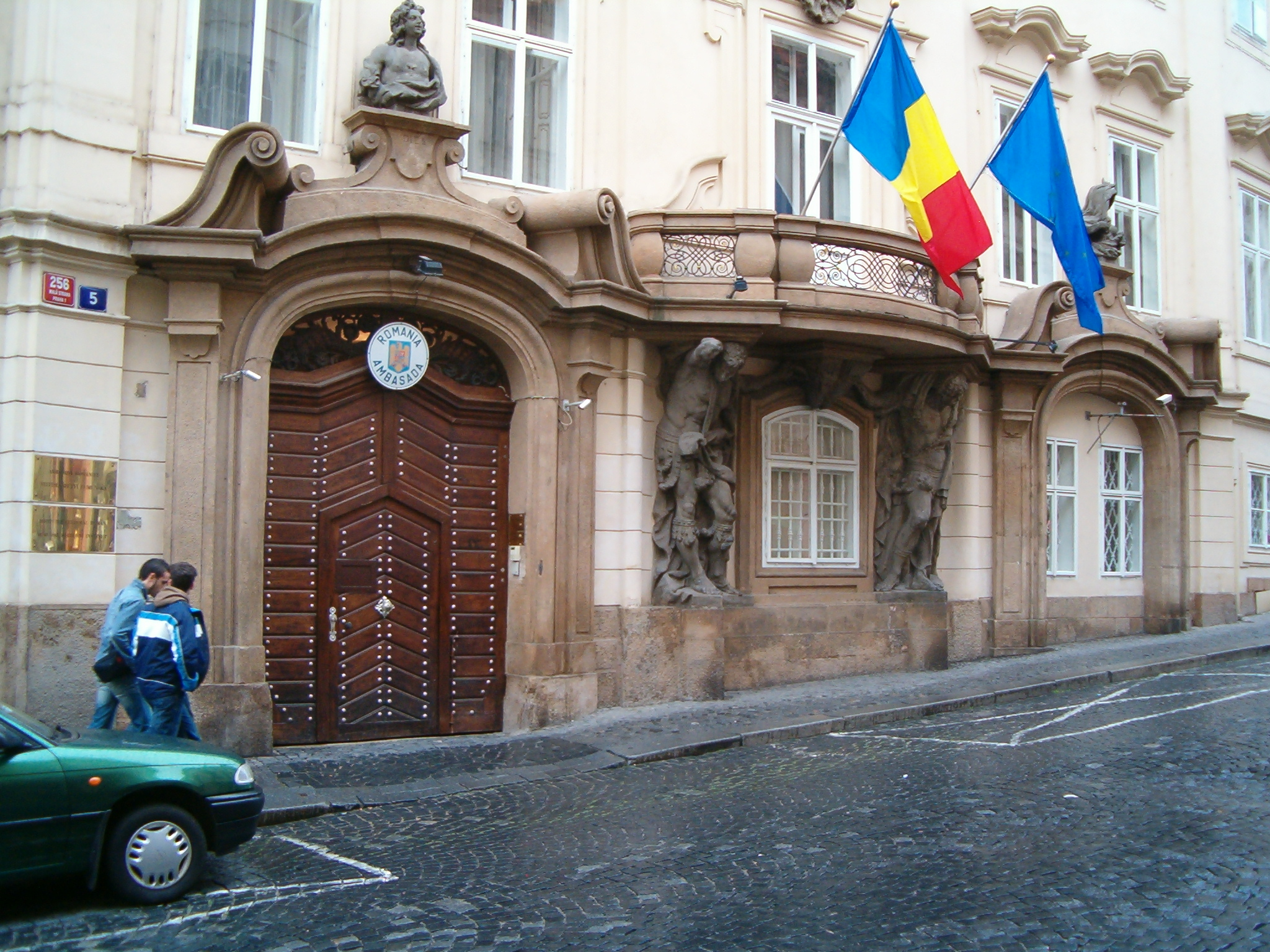
莫尔辛宫

莫尔辛宫（捷克語：Morzinský palác）是一座巴洛克式宫殿，位于捷克首都布拉格小城区的聂鲁达街，由意大利血统的捷克建筑师揚·桑蒂尼·艾歇爾在1668年为莫尔辛伯爵兴建。
18世纪，作曲家海顿在此担任莫尔辛伯爵的樂長。现在，莫尔辛宫是罗马尼亚驻捷克大使馆。